# Walter Ohm
Walter Albert Ohm (* 12. Februar 1915 in Greifenberg, Hinterpommern; † 10. September 1997 in Husum) war ein deutscher Hörspiel- und Theaterregisseur, der bis Kriegsende auch als Schauspieler tätig war.

## Biografie
Walter Ohm kam im hinterpommerschen Greifenberg zur Welt. Er wuchs zunächst in der Tschechoslowakei und danach in Berlin auf, wo er auch zur Schule ging und das Abitur machte. Anschließend studierte er zunächst einige Semester Theaterwissenschaft, Kunstgeschichte und Germanistik. Danach besuchte er jedoch die Regieklasse der Schauspielschule am Deutschen Theater in Berlin. Während des zweijährigen Studiums war er gleichzeitig als Regieassistent bei Heinrich George am Schillertheater tätig.  
Da er aber zunächst als Schauspieler arbeiten wollte, verließ er 1936/37 Berlin in Richtung München und schloss sich dort der Bayerischen Landesbühne an, einem Tourneetheater, welches im ganzen Freistaat gastierte. Während des Krieges war er als Soldat zeitweilig in München stationiert, so dass er immer wieder an den Münchner Kammerspielen als Schauspieler auftreten konnte. Ohm, der sich selbst als schlechten Schauspieler bezeichnete, verlegte seine künstlerische Tätigkeit nun ganz auf die Regie.
So arbeitete er 1945, gleich nach Kriegsende, als Regisseur bei dem Theatermacher Eugen Felder, der in einer ehemaligen Turnhalle im Münchner Stadtteil Nymphenburg das Neue Theater als Provisorium eröffnet hatte. Sein Plan war jedoch die Gründung eines eigenen Jugendtheaters, weil er meinte die jungen Menschen mit einem progressiven Theater zu erreichen und bis zu einem gewissen Grad damit auch erzieherisch beeinflussen zu können. Ohm, der sich selbst als politisch links bezeichnete und Sympathien für den Kommunismus hegte, sah in der Theaterarbeit auch einen erzieherischen Auftrag, ohne den Theater sinnlos wäre. Seine Pläne konnte er aus finanziellen Gründen aber nicht verwirklichen.
Bei den Gründungsvorbereitungen für sein Theaterprojekt kam er 1946 mit dem US-amerikanischen Kontrolloffizier Klaus Brill zusammen, der zur Dienststelle der Radio Control Branch gehörte. Brill, der auch für den kulturellen Bereich des Senders Radio München, den Vorläufer des Bayerischen Rundfunks, zuständig war, bot Walter Ohm nach dem Scheitern seiner Theatergründung an, für Radio München zu arbeiten. Dort war man auf der Suche nach neuen unbelasteten Mitarbeitern wie beispielsweise Fritz Benscher, der ebenfalls von Brill eingestellt wurde. Er willigte ein, obwohl ihn Radio und Hörspiel nicht sonderlich interessierten. Nach eigenen Angaben wäre er lieber als Theaterregisseur tätig geworden, aber da sich nichts Entsprechendes anbot, betrachtete er die Arbeit beim Hörfunk für besser als nichts, besonders in der damaligen Zeit. 
So nahm er im Frühjahr 1946 seine Arbeit bei Radio München in der Hörspielabteilung zunächst als freier Mitarbeiter auf. Seine politische Einstellung machte sich weder damals noch später negativ für ihn bemerkbar. Er fand schnell die Anerkennung von Klaus Brill, was dazu führte, dass er schon bald ein monatliches Festgehalt bezog. Neben seiner Tätigkeit als Bearbeiter wurde er zunehmend auch als Hörspielregisseur eingesetzt. Seine ersten größeren Regiearbeiten lieferte er bereits 1946 ab. Am 1. Januar 1950 wurde er beim Bayerischen Rundfunk fest eingestellt, wo er dann bis zu seiner Pensionierung im Jahre 1980 blieb. 
In den 1960er Jahren war er auch bei der Münchener Lesebühne „Art. 5“ als Künstlerischer Leiter tätig, welche mit szenischen Lesungen und Dokumentationen politische und sozialkritische Theaterstücke und Themen zur Diskussion stellen wollte. Der Name der Bühne spielte auf den Artikel 5 des Grundgesetzes für die Bundesrepublik Deutschland an, in dem die Meinungs- und Informationsfreiheit garantiert wird. Dem Programmbeirat gehörten die führenden Intellektuellen und Künstler der damaligen Zeit an. Einzig in dieser Tätigkeit war seine politisch linke Haltung nach außen hin sichtbar. 
Seine Karriere als Hörspielregisseur war von deutlichen Höhen und Tiefen gekennzeichnet. So führte er 1958/59 einen letztlich erfolglosen arbeitsrechtlichen Prozess gegen den Bayerischen Rundfunk. Er klagte auf Einhaltung seines Vertrages von 1950, in dem ihm die Regiearbeit an 12 großen Hörspielproduktionen pro Jahr zugesichert wurde. 
Zu seinen umfangreichen Werken gehören u. a. zahlreiche Theateradaptionen und für den Funk bearbeitete Romane der Weltliteratur, wie Schuld und Sühne von Fjodor Dostojewski aus dem Jahre 1949 mit Peter Lühr, Maria Nicklisch und Marianne Kehlau oder Zwei Frauen von Honoré de Balzac, in dem neben Elfriede Kuzmany erneut Maria Nicklisch und Peter Lühr die Hauptrollen sprachen. Für das Original-Hörspiel Philemon und Baucis von 1955 mit Carl Wery, Lina Carstens und Hanns Stein wurde der Autor Leopold Ahlsen im Jahr darauf mit dem renommierten Hörspielpreis der Kriegsblinden ausgezeichnet. 1956 waren René Deltgen, Agnes Fink und Fritz Strassner die Hauptakteure in der Hörspielbearbeitung von Georg Büchners Woyzeck. 1959 erarbeitete er eine Funkfassung von Ezra Pounds Die Frauen von Trachis. Im Unterschied zu einigen seiner Regiekollegen wie Fritz Schröder-Jahn, Eduard Hermann,
Kurt Meister, Heinz-Günter Stamm oder Otto Kurth trat er selbst niemals als Hörspielsprecher in Erscheinung.
In den 1930er Jahren  heiratete Ohm die Schauspielerin Else Wolz, die einige Jahre nach dem Krieg an das Berliner Ensemble von Bertolt Brecht im damaligen Ost-Berlin ging. Ohm lebte bis zuletzt im Münchner Stadtteil Schwabing, in der Nähe des Ortes, an dem er 1946 sein Jugendtheater gründen wollte.
Walter Ohm verstarb im September 1997 mit 82 Jahren in Husum. Seine Enkelin ist die Schauspielerin Rahel Ohm.

## Hörspiele (Auswahl)
- 1946: Die Nacht von Soledad (von Hans Sattler) (Radio München)
- 1947: Die Heirat (nach Nikolai Wassiljewitsch Gogol) (auch Funkbearbeitung)
- 1947: Spiel von Tod und Liebe (auch Funkbearbeitung)
- 1947: Weißer Flieder (auch Funkbearbeitung)
- 1947: Winterballade (nach Gerhart Hauptmann)
- 1948: Das Lied von Bernadette (nach Franz Werfel) (2 Teile)
- 1948: Der Bär (nach Anton Pawlowitsch Tschechow)
- 1948: Dantons Tod (nach Georg Büchner)
- 1948: Mitten im Leben
- 1948: Wolfgang Borchert: Draußen vor der Tür (Radio München)
- 1949: Schuld und Sühne (nach Fjodor Michailowitsch Dostojewski) (4 Teile) (auch Funkbearbeitung gemeinsam mit Helly Petersen)
- 1949: Flucht in den Frieden
- 1950: Der Mann an der Brücke
- 1950: Der Schelm von Bergen (nach Carl Zuckmayer)
- 1950: Der bayerische Hiasl. Ein volkstümliches Spiel (Original-Hörspiel von Fritz Meingast)
- 1950: Frau im Morgengrauen
- 1950: Der Zentaur
- 1951: Der arme Mensch
- 1951: Zwei Frauen (nach Honoré de Balzac) (4 Teile)
- 1951: Romulus der Große (nach Friedrich Dürrenmatt)
- 1951: Robert Guiskard (nach Heinrich von Kleist) (auch Funkbearbeitung)
- 1951: Molière: Der eingebildete Kranke (BR)
- 1952: Nikolai Gogol: Der Revisor (BR)
- 1952: Der Prozeß um des Esels Schatten (von Friedrich Dürrenmatt, nach Christoph Martin Wieland)
- 1952: Nächtliches Gespräch mit einem verachteten Menschen (Ein Kurs für Zeitgenossen) (von Friedrich Dürrenmatt)
- 1952: Die Kurve
- 1953: Othello (nach William Shakespeare)
- 1953: Die unnützen Mäuler
- 1953: Das Boot ohne Fischer
- 1953: Rip van Winkle (nach Max Frisch)
- 1953: Carl Zuckmayer: Ulla Winblad oder Musik und Leben des Carl Michael Bellmann (BR/RB/SWF)
- 1954: Leonhard Frank: Die Ursache (BR)
- 1954: Stranitzky und der Nationalheld (nach Friedrich Dürrenmatt)
- 1954: Das Haus
- 1954: Der Sturm (nach William Shakespeare)
- 1954: Der Mann auf dem Stuhl
- 1954: Garou-Garou
- 1955: Das Unternehmen der Wega (von Friedrich Dürrenmatt)
- 1955: Philemon und Baucis (Original-Hörspiel von Leopold Ahlsen)
- 1955: Schimmel will zur See
- 1955: Der Widerspenstigen Zähmung (nach William Shakespeare)
- 1955: Die Chinesische Mauer (nach Max Frisch)
- 1955: Onkelchens Traum (nach Fjodor Michailowitsch Dostojewski)
- 1956: Wozzeck (nach Georg Büchner)
- 1956: Ende gut, alles gut (nach William Shakespeare)
- 1956: Herkules und der Stall des Augias (nach Friedrich Dürrenmatt)
- 1956: Das Buch Hiob
- 1956: Der Auftrag
- 1956: Die Kameliendame (nach Alexandre Dumas)
- 1957: Herkules und der Stall des Augias (nach Friedrich Dürrenmatt)
- 1957: Hexenjagd (nach Arthur Miller)
- 1957: Der Besuch der alten Dame (nach Friedrich Dürrenmatt)
- 1957: Das Verhör des Lukullus (nach Bertolt Brecht)
- 1958: Der Richter von Zalamea
- 1958: Der Biberpelz (nach Gerhart Hauptmann)
- 1958: Die Geschichte von Vasco nach Georges Schehadé
- 1959: Die Frauen von Trachis (Ezra Pound | Eva Hesse)
- 1959: Der Wohltäter
- 1960: Nun singen sie wieder (nach Max Frisch)
- 1960: Das Schiedsgericht
- 1961: Gortstraße (nach Carl Amery)
- 1961: Robinson soll nicht sterben (nach Friedrich Forster)
- 1964: Die Übungspatrone (Original-Hörspiel von Otto Heinrich Kühner)
- 1964: Die Ratten (nach Gerhart Hauptmann)
- 1964: Der alte Zohar
- 1966: Der Spielmann (nach Josef Martin Bauer)
- 1968: Dialog am Vorabend einer Gerichtsverhandlung
- 1968: Joel Brand (nach Heinar Kipphardt)
- 1973: Klassenfahrt
- 1973: Der wundervolle Bananeneisanzug
- 1974: Der ungebetene Gast